# 小行星48416
小行星48416（48416 Carmelita）是一颗绕太阳运转的小行星，为主小行星带小行星。该小行星于1988年1月19日发现。
該小行星以美國天文學普及者卡梅麗塔·米蘭達（Carmelita Miranda）命名。

## 轨道参数
小行星48416的轨道半长轴为439 327 657 km，2.9366822 UA，离心率为0.244。